# Aleksandr Jakuszew
Aleksandr Siergiejewicz Jakuszew, ros. Александр Сергеевич Якушев (ur. 2 stycznia 1947 w Bałaszysze) – rosyjski hokeista, reprezentant ZSRR, dwukrotny olimpijczyk. Trener i działacz hokejowy.

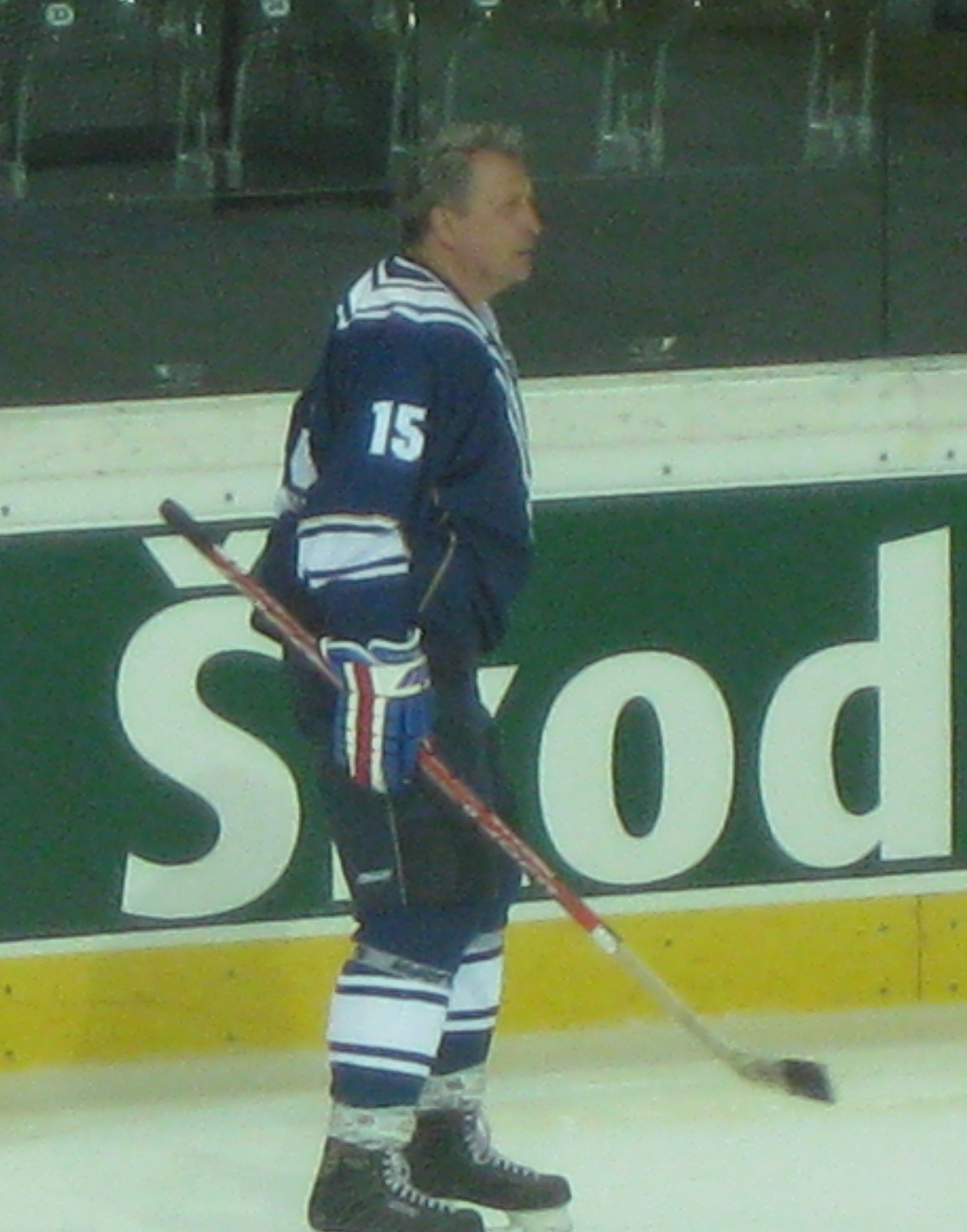
Aleksandr Jakuszew podczas meczu w szwajcarskim Bernie (2009)

## Kariera zawodnicza
- Spartak Moskwa (1964-1980)
- Kapfenberger SV (1980-1983)

Pochodził z przedmieść Moskwy. Wychowanek i wieloletni zawodnik Spartaka Moskwa. Pod koniec kariery wyjechał do Austrii i tam rozegrał trzy ostatnie sezony w karierze.
Uczestniczył w turniejach mistrzostw świata w 1967, 1969, 1970, 1972, 1973, 1974, 1975, 1976, 1977, 1979, Summit Series 1972, 1974, Canada Cup 1976 oraz na zimowych igrzyskach olimpijskich 1972, 1976.
W czasie kariery zyskał przydomek Jak-15 od nazwy samolotu Jak-15.

## Dalsza kariera
- Spartak Moskwa, asystent
- Spartak Moskwa (1989-1993)
- HC Ambrì-Piotta (1994-1995)
- Spartak Moskwa (1998-2000)
- Reprezentacja Rosji (1998-2000)
- Witiaź Czechow (2009)

Po zakończeniu kariery został sędzią hokejowym, a ponadto trenerem. Początkowo pracował jako asystent w Spartaku, a następnie jako pierwszy szkoleniowiec. Prowadził także reprezentację Rosji na turniejach MŚ 1999 i 2000.
Ponadto w ramach amatorskich rozgrywek hokejowych, powołanych przez prezydenta Władimira Putina i weteranów radzieckiego i rosyjskiego hokeja pod nazwą Nocna Hokejowa Liga działa prezydent rozgrywek.
Został kierownikiem ekipy Rosji juniorów w turnieju mistrzostw świata juniorów do lat 20 edycji 2015.
Został przewodniczącym rady powierniczej Spartaka Moskwa.

## Osiągnięcia
Reprezentacyjne
- Złoty medal mistrzostw świata: 1967, 1969, 1970, 1973, 1974, 1975, 1979
- Srebrny medal mistrzostw świata: 1972, 1976
- Brązowy medal mistrzostw świata: 1977
- Złoty medal igrzysk olimpijskich: 1972, 1976

Klubowe
- Brązowy medal mistrzostw ZSRR: 1964, 1972, 1975, 1979, 1980 ze Spartakiem Moskwa
- Srebrny medal mistrzostw ZSRR: 1965, 1966, 1968, 1970, 1973 ze Spartakiem Moskwa
- Złoty medal mistrzostw ZSRR: 1967, 1969, 1976 ze Spartakiem Moskwa
- Finalista Pucharu ZSRR: 1967, 1977 ze Spartakiem Moskwa
- Puchar ZSRR: 1970, 1971 ze Spartakiem Moskwa

Indywidualne
- Liga radziecka 1972/1973:
  - Nagroda Najlepsza Trójka dla tercetu najskuteczniejszych strzelców ligi (oraz Aleksandr Martyniuk i Władimir Szadrin) – łącznie 72 gole
- Mistrzostwa Świata w Hokeju na Lodzie 1974:
  - Skład gwiazd turnieju
- Mistrzostwa Świata w Hokeju na Lodzie 1975:
  - Skład gwiazd turnieju[5]
  - Najlepszy napastnik turnieju
- Liga radziecka 1975/1976:
  - Nagroda Najlepsza Trójka dla tercetu najskuteczniejszych strzelców ligi (oraz Aleksandr Martyniuk i Władimir Szadrin) – łącznie 76 goli

Szkoleniowe
- Srebrny medal mistrzostw ZSRR: 1991 ze Spartakiem Moskwa
- Brązowy medal mistrzostw ZSRR: 1992 ze Spartakiem Moskwa

## Wyróżnienia i odznaczenia
Wyróżnienia hokejowe
- Zasłużony Mistrz Sportu ZSRR w hokeju na lodzie: 1970
- Galeria Sławy IIHF: 2003
- Rosyjska Galeria Hokejowej Sławy: 2014
- Hockey Hall of Fame: 2018[6]

Odznaczenia państwowe
- Order „Znak Honoru”: 1972, 1979
- Order Czerwonego Sztandaru Pracy: 1975
- Order „Za zasługi dla Ojczyzny” IV klasy: 19 kwietnia 1995[7]
- Order Honoru: 2011[8]
- Order „Za zasługi dla Ojczyzny” III klasy: 2021